# Stiko Per Larsson
Stiko Per Larsson, född 20 november 1978 i Leksand i Dalarna, är en svensk låtskrivare och artist. Hans texter har samtidspoetiska drag och hans musik är akustisk rock med vissa inslag av folkmusik.
Jan Gradvall skrev i april 2013: "Musikaliskt för Stiko Per Larssons musik tankarna till Mumford & Sons och Springsteens album med Pete Seeger-tolkningar. Han har hittills vandrat på grusvägarna men siktar på motorvägarna."

## Musik
Stiko Per Larssons första album, Flyktsagor, gavs ut 23 april 2008 och är en uppgörelse med hans uppväxt i Dalarna och Stockholm. Flyktsagor tog drygt tre år att spela in, och när den släpptes nådde den plats 41 på den svenska albumlistan. I augusti 2008 bildades StikoStalkers, officiell fanclub till Stiko Per Larsson. Uppföljaren, Kap farväl, kom i april 2009 och gick in på plats 31 på den svenska albumlistan och åkte ut efter en vecka. Hösten 2010 skrev Stiko Per Larsson kontrakt med Warner Music. Hans tredje album gavs ut våren 2011, producerat av Ola Gustafsson. Skivan föregås av EP:n Oxens År i januari 2011. EP:n gick som nr 1 på den svenska albumlistan Itunes Store den 11 januari 2011 och låg kvar som etta till den 12 januari.
I april 2011 kom hans tredje album Varken stjärna eller frälst. Den nådde som högst plats 18 på albumlistan och låg kvar i fyra veckor. Singeln Nya Stränder blev Stikos mest framgångsrika singel hittills, då den spelats nationellt i Sveriges Radio under en längre period och fick vara med och kvala till Svensktoppen den 2 oktober 2011.
2013 kom albumet Järnbärarland som nådde plats 21 på svenska albumlistan. Den 14 februari 2014 släpptes EP:n Bröder-bara framåt vi kan gå som blev en stor framgång. Den 10 februari hade EP:n förhandsbokats så mycket att den gick direkt in på förstaplatsen på Itunes Store. 
2015 släpptes hans femte album ...har en grej på gång där låten Kom igen Land är den mest spelade sången. Texten är baserad på upplevelser från en turné till fots genom Sverige och har beskrivits som en kampsång för den svenska landsbygden, humanismen och mot den ökande främlingsfientligheten i landet. Låten framfördes live på Svenska Hjältar-galan på Cirkus i december 2014. 
Stiko Per Larsson har också spelat på Peace & Love 2004 och 2005 (i bandet 1978) samt som soloartist 2007, 2008, 2009, 2010, 2011 och 2012, 2014, 2015 och 2016. Under flera av festivalerna har han gjort ett antal mindre, akustiska spelningar vid sidan av det ordinarie programmet, varvid det totala antalet spelningar under festivalen uppskattas till ungefär 25. Sommaren 2012 deltog Stiko i en hyllning till The Band under Peace & Lovefestivalen, tillsammans med bland annat Garth Hudson, John Hiatt, Anna Ternheim och Ebbot Lundberg.
2017 vann Stiko Per Larsson med låten Kumpaner finalen i tävlingen P4 Nästa, och tilldelades därmed också en plats i Melodifestivalen 2018. Han tävlade i andra deltävlingen med låten "Titta vi flyger", skriven av Stiko Per själv tillsammans med Emil Rotsjö. Låten kom på sjätte plats och gick därmed inte vidare. 2019 fortsatte Larssons melodifestivalkarriär då han var med och skrev låten Three Bridges till artisten Renata Mohorič i Sloveniens melodifestival tillsammans med Grigor Koprov.

## Vandringsturnéer

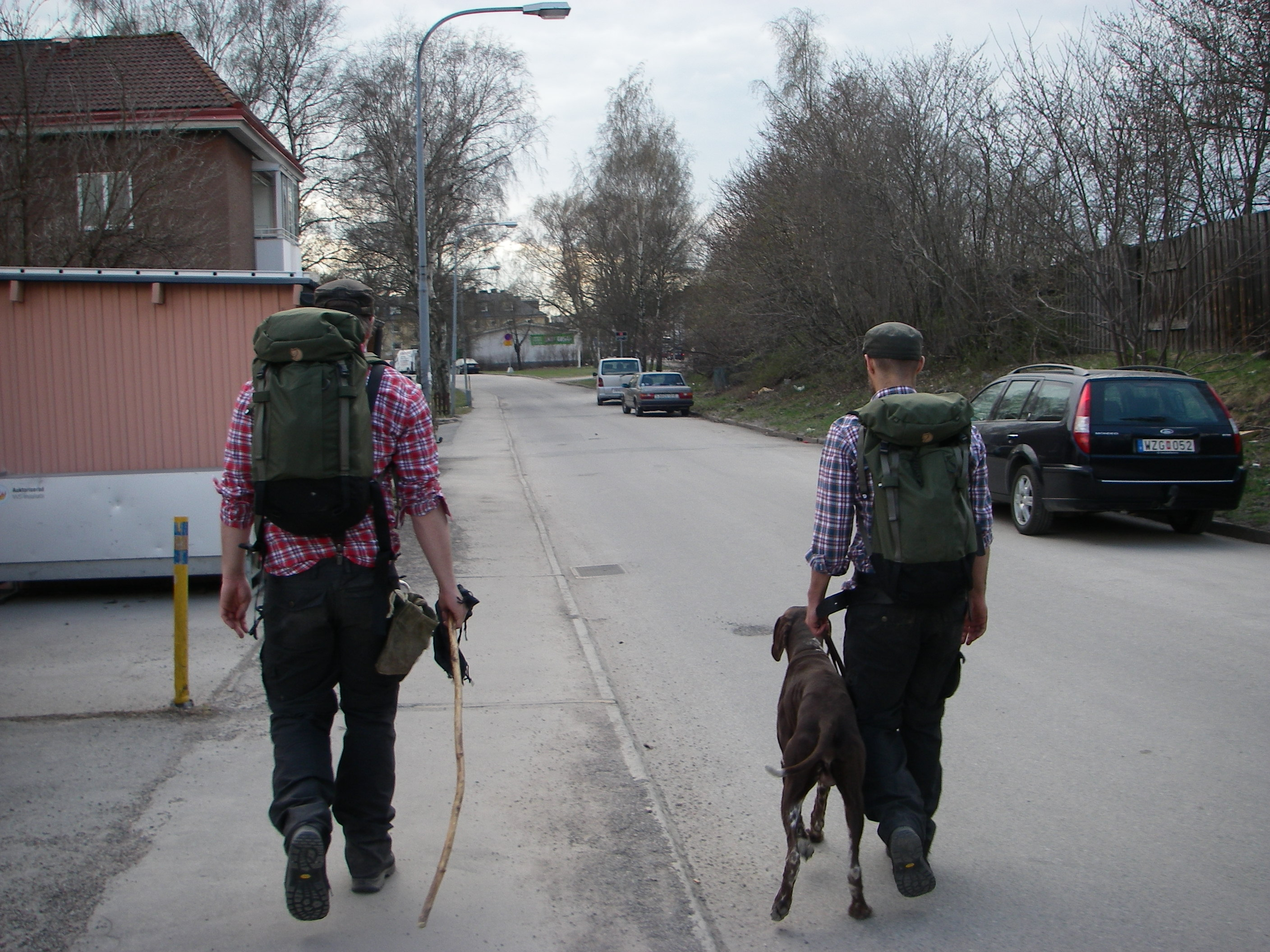
Stiko Per, Yrrol och Michel under vandringsturnén 2011.

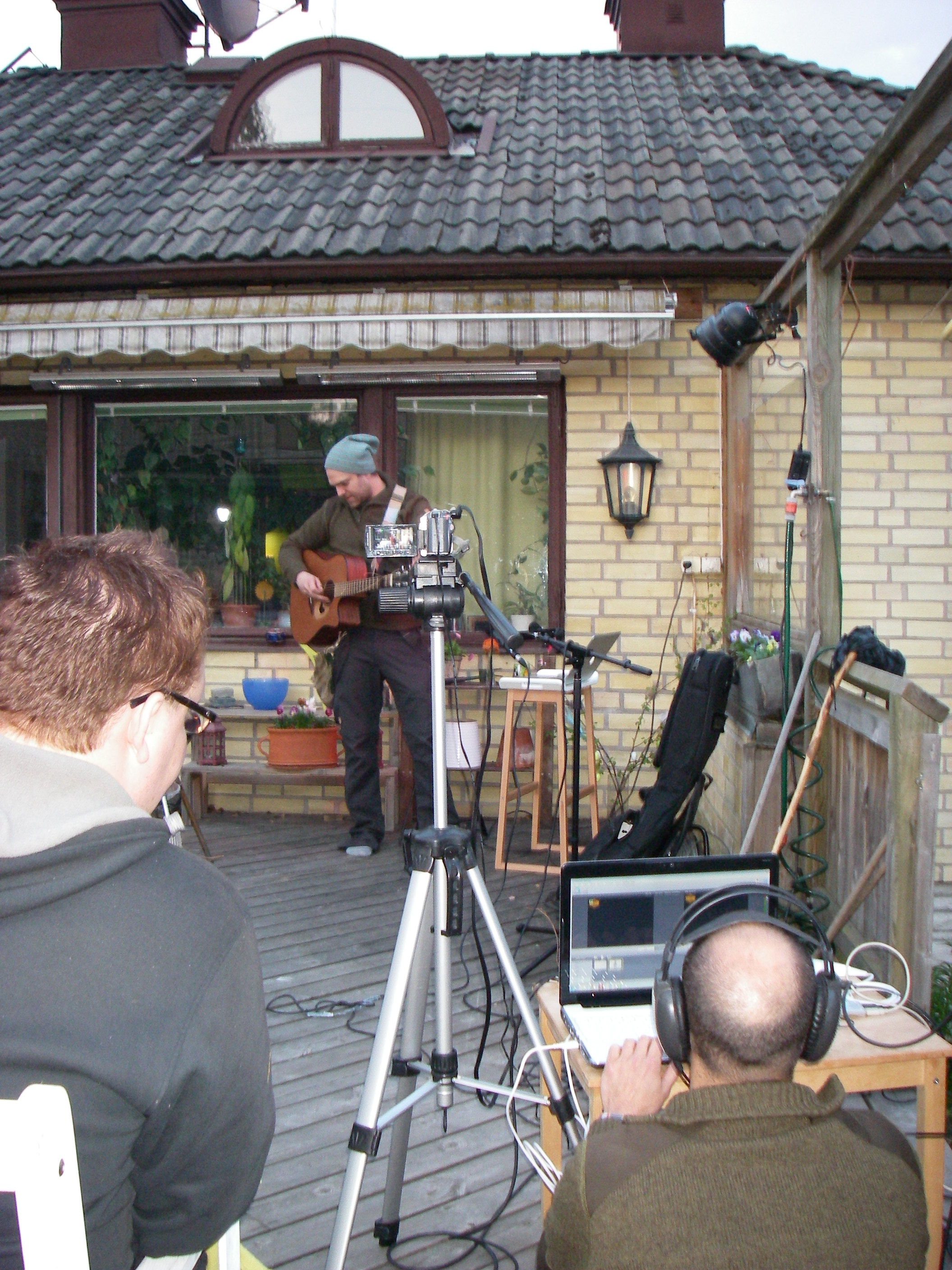
Första spelningen under vandringen 2011.

Stiko Per Larsson har under flera år givit sig ut på vandringsturnéer runt om i Sverige. Han går då med sin gitarr på ryggen och spelar för mat och husrum men också på större konsertlokaler i de städer han passerar. För att få en nytändning och större utmaning valde Larsson att under vandringen 2012 samla in pengar till förmån för SOS Barnbyar och specifikt till utsatta barn och familjer i Brovary i Ukraina. Turnéerna fram till 2016  genererade över 1 000 000 kronor innan han till turnén 2017 bytte insamlingsmål till förmån för Barncancerfonden.
2007
2007 gick han ensam Dalkarlsvägen från Rättvik till Stockholm.
2008
2008 gick han Dalkarlsvägen tillbaka, från Stockholm till Leksand. I Folkärna mötte han föreningen Dalkarlsvägen under deras storvandring och spelade för dem. Vandringarna längs dalkarlsvägen tog honom 12 dagar enkel väg och gav en del uppmärksamhet i media och i de byar och städer han passerade.
2009
Vandringen 2009 gick från Göteborg till Stockholm, en sträcka på knappt 50 mil, följandes vandringsleder och småvägar.
2010
Turnén 2010 gick från Stockholm till Oslo, 71 mil genom Sverige och delar av Norge.
2011
2011 års turné gick från Stockholm till Köpenhamn, 89 mil till fots med 38 stopp på vägen.
2012
2012 gick vandringen från Trondheim till Stockholm. Denna gång samlande Stiko in pengar till SOS Barnbyar och fick totalt in över 80 000 kronor. Turnén pågick under 38 dagar, det blev 92 mil till fots och 40 konserter.
2013
Vandring från Falsterbo-Leksand. 94 mil på 36 dagar och insamlingen till SOS Barnbyar drog in över 142 000 kronor.
2014
Vandring från Långe Jan vid Ölands södra udde via bland annat Norrköping, Stockholm och Gävle till Leksand. Totalt 95 mil under 38 dagar med en spelning varje kväll. Vandringen avslutades med spelningar på Hjultorget i Insjön och på Korstäppan i Leksand 7 juni. Insamlingen till förmån för SOS Barnbyar drog in över 208 000 kronor.
2015

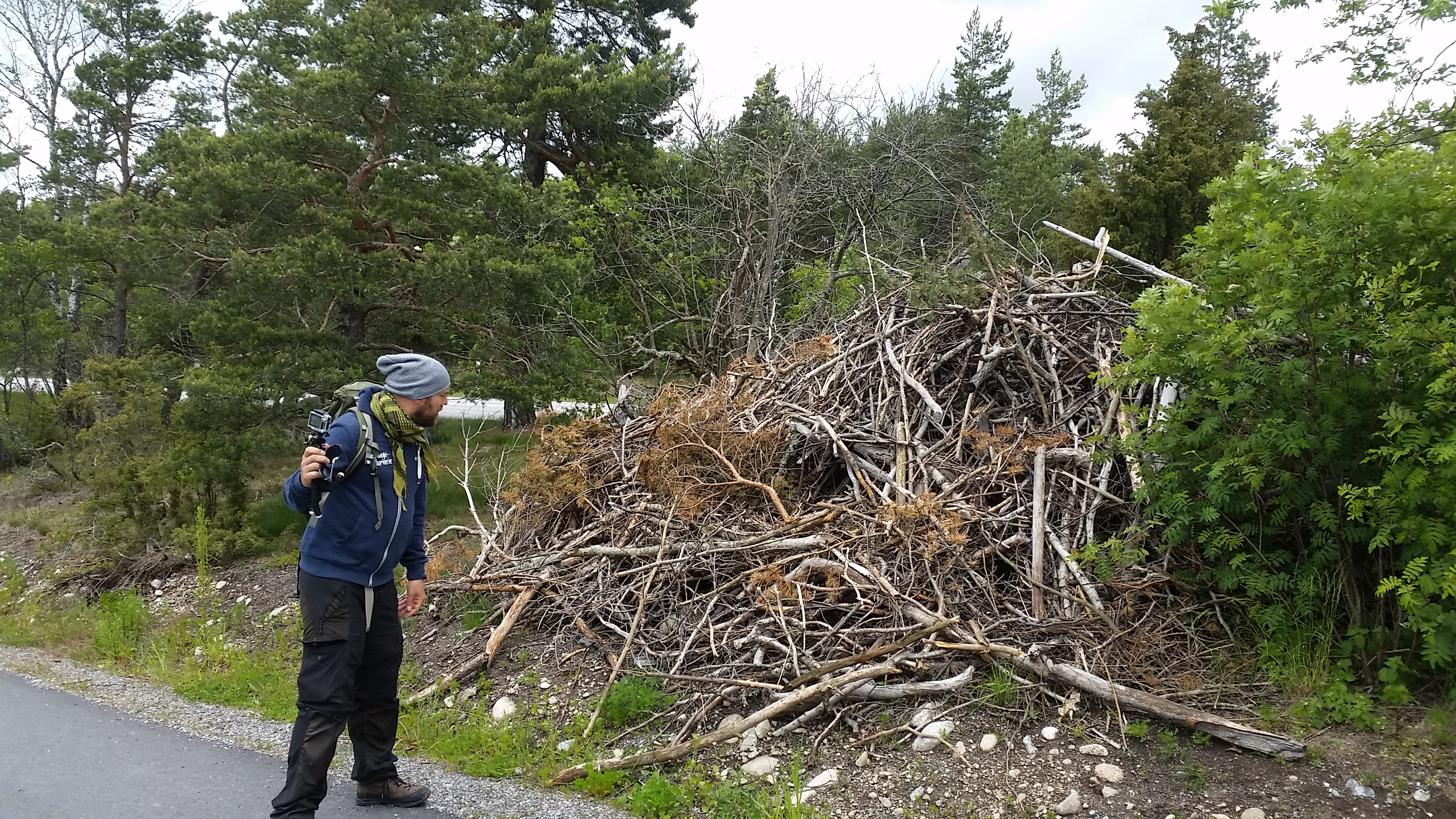
Stiko Per passerar Fantans hög under etappen från Ekerö in till Stockholm på vandringen 2015 och passar på att lägga en pinne på högen.

2015 gick vandringen från Göteborg norrut upp till Karlstad, därifrån österut till Stockholm och sen snett nordväst upp till Leksand där den avslutades efter totalt 40 dagar och över 100 mil. Under spelningarna längs vägen samlades över 240 000 kronor in till SOS barnbyar.
2016
Stiko vandrade det här året från Sundsvall till Leksand via Örebro. Det blev hans mest lyckade turné så här långt, med över 350 000:- insamlat till SOS Barnbyar fördelat på 43 dagar och 44 konserter. 
Totalsumman på insamlingarna till SOS Barnbyar är ungefär 1 030 000:- . 
2017

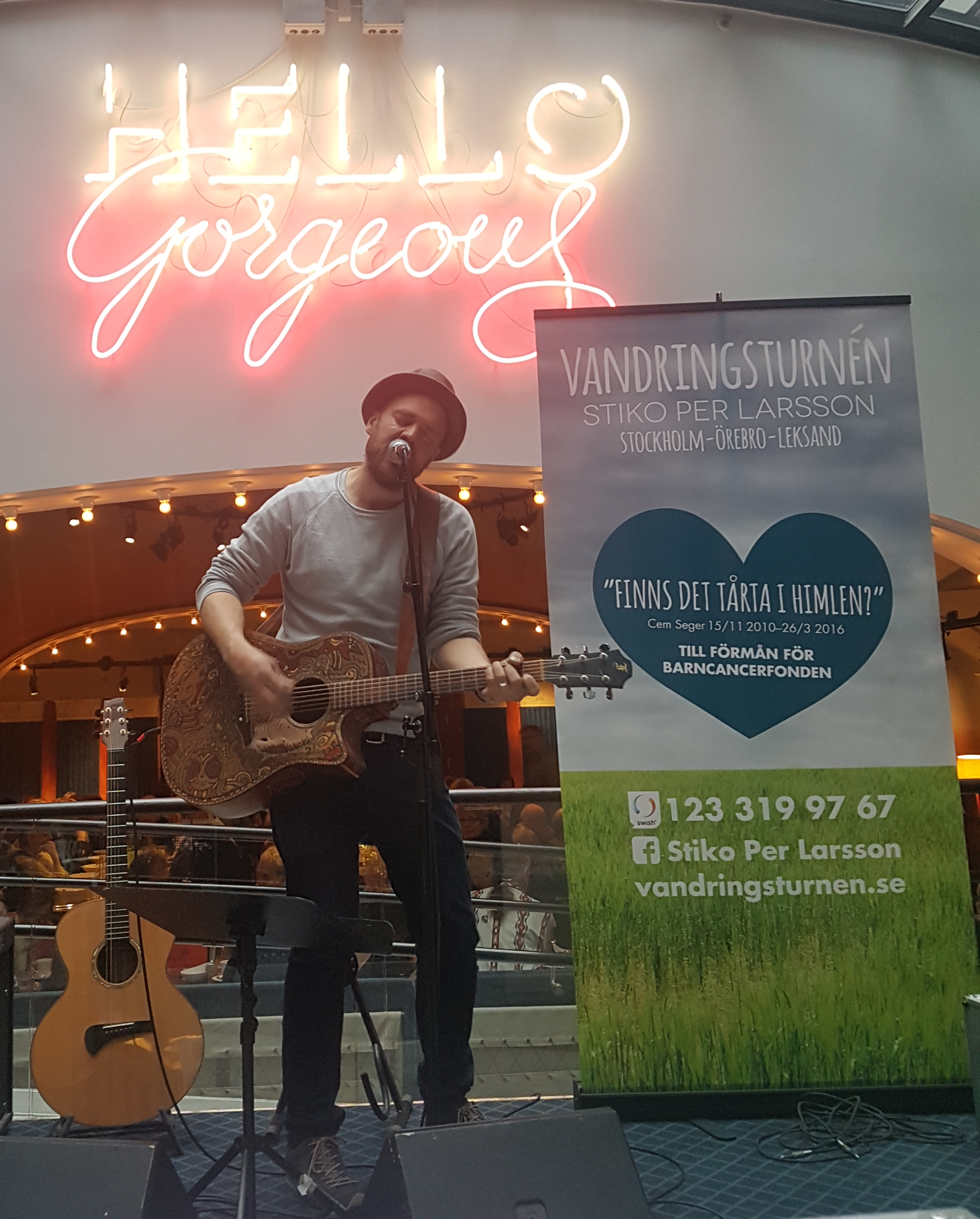
Stiko Per på premiärspelningen under vandringsturnén 2017 på Grand Central by Scandic i Stockholm.

Inför turnén 2017 övergav Larsson SOS Barnbyar till förmån för Barncancerfonden som mottagare av det som samlades in. Vandringen gick från Stockholm via Örebro och avslutades i Leksand. Målet för insamlingen var 250 000 vilket passerades med råge då slutsumman efter 612 kilometers vandring och 27 spelningar blev 417 371 kronor.
2018
Vandringen 2018 gick från Göteborg via Stockholm till Leksand, under vilken Larsson gjorde 35 spelningar på 33 dagar. Insamlingen resulterade i över 1,1 miljoner kronor till Barncancerfonden och Larsson hade bland annat sällskap av ishockeyspelaren Filip Forsberg på en sträcka. Vandringsturnén 2018 blev den sista för Larsson.

## Diskografi

### Album
- 2008 - Flyktsagor (Lorien)
- 2009 - Kap farväl (Marley)
- 2011 - Varken stjärna eller frälst (Warner)
- 2013 - Järnbärarland (Voices Calling/Warner)
- 2015 - ...har en grej på gång (Voices Calling/Warner)
- 2018 - Titta vi flyger
- 2021 - Fri fågel
- 2023 - Kantbollar och ufon

### Singlar
- 2008 - Cuba Libre
- 2008 - Den Tunna Röda Linjen
- 2009 - Bröder
- 2009 - Törneros
- 2011 - Oxens År
- 2011 - Hollywood & Kyrkan
- 2011 - Nya Stränder
- 2013 - Zombien Föds
- 2014 - Kom igen land
- 2015 - Gå själv
- 2017 - När du inte längre hör mig
- 2017 - Kumpaner
- 2018 - Titta vi flyger
- 2018 - Vargen
- 2019 - Snöar på oss
- 2019 - Broarna brinner
- 2020 - Vi Som Finns & De Som Försvann featuring Peter LeMarc
- 2020 - Landet i fjärran
- 2020 - Ett liv värt att dö för
- 2021 - Fri fågel

### EP
- 2008 - Buddy Longway EP
- 2012 - Sånger vid årets slut
- 2014 - Bröder-bara framåt vi kan gå
- 2016 - I kulturens tjänst